# Fernando Boldrin
Fernando Henrique Rick Boldrin (n. 23 februarie 1989, Cravinhos, São Paulo, Brazilia) este un fotbalist brazilian, care evoluează pe postul de mijlocaș central la clubul din Süper Lig, Kayserispor.

## Palmares
Astra Giurgiu
- Liga I (1): 2015-16
- Supercupa României (1): 2016